# بينيتو إراولا مونتالفو
بينيتو إراولا مونتالفو (بالإسبانية: Benito Montalvo)‏ (19 سبتمبر 1985 في الأرجنتين - ) هو لاعب كرة قدم أرجنتيني في مركز الوسط. لعب مع انيستتوتو وسنترال قرطبة دي روساريو ‏ وبيرسيبايا سورابايا وClub Deportivo Capiatá ‏ وFC Jūrmala ‏ وTacuary ‏.

## وصلات خارجية
- بينيتو إراولا مونتالفو على موقع قاعدة بيانات كرة القدم.إي يو (الإنجليزية)
- بينيتو إراولا مونتالفو على موقع Soccerway.com (الإنجليزية)